# Sõmeru (Rakvere)
Sõmeru is een plaats in de Estlandse gemeente Rakvere vald, provincie Lääne-Virumaa. De plaats heeft 1131 inwoners (2021) en heeft de status van groter dorp of ‘vlek’ (Estisch: alevik). Sinds 2017 is het de hoofdplaats van de gemeente Rakvere vald, voor die tijd was het de hoofdplaats van de gemeente Sõmeru.
Sõmeru ligt 5,6 km verwijderd van Rakvere, de provinciehoofdstad.

## Foto's

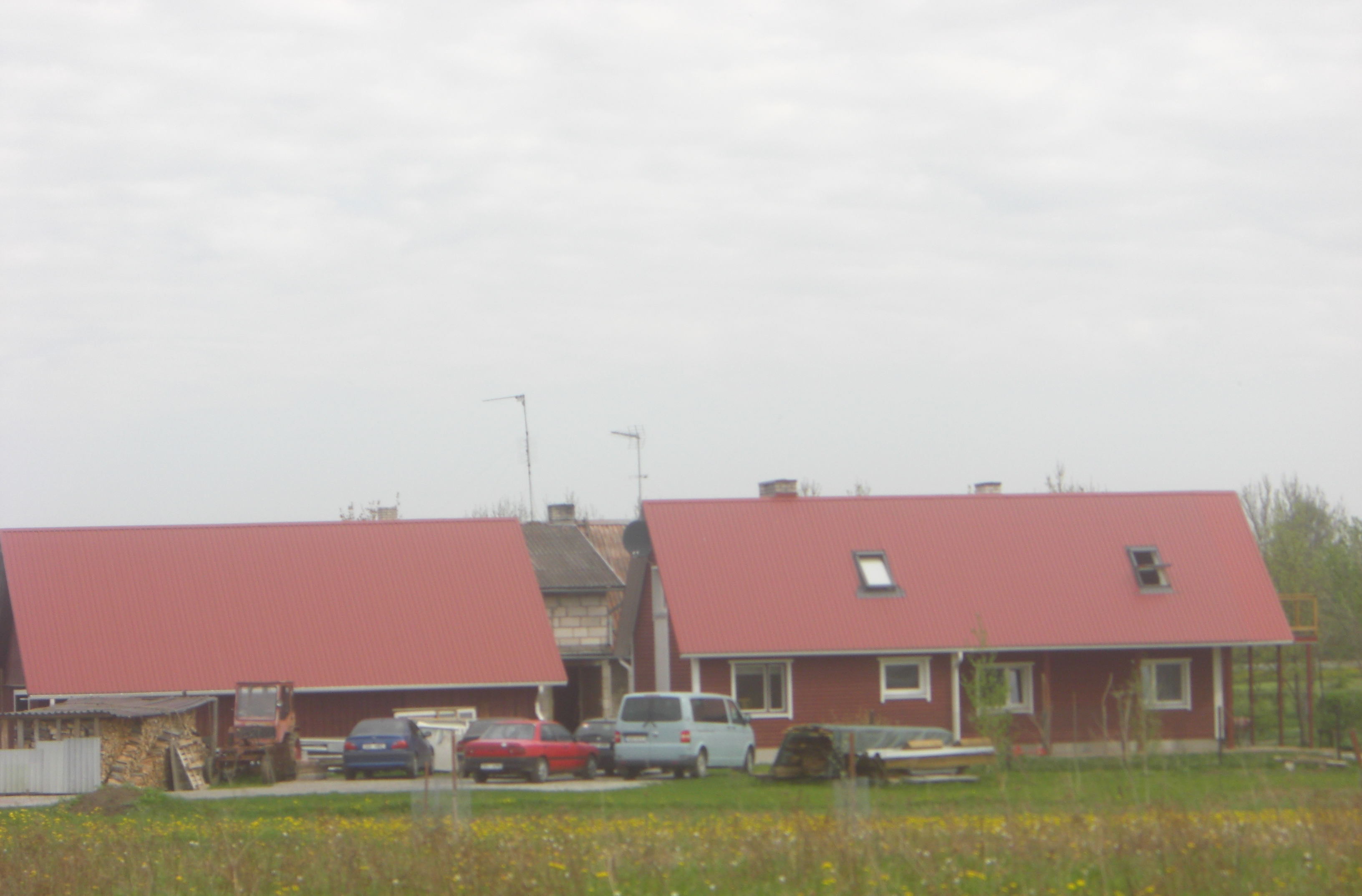
Huizen aan de Staadiooni (Stadionstraat)
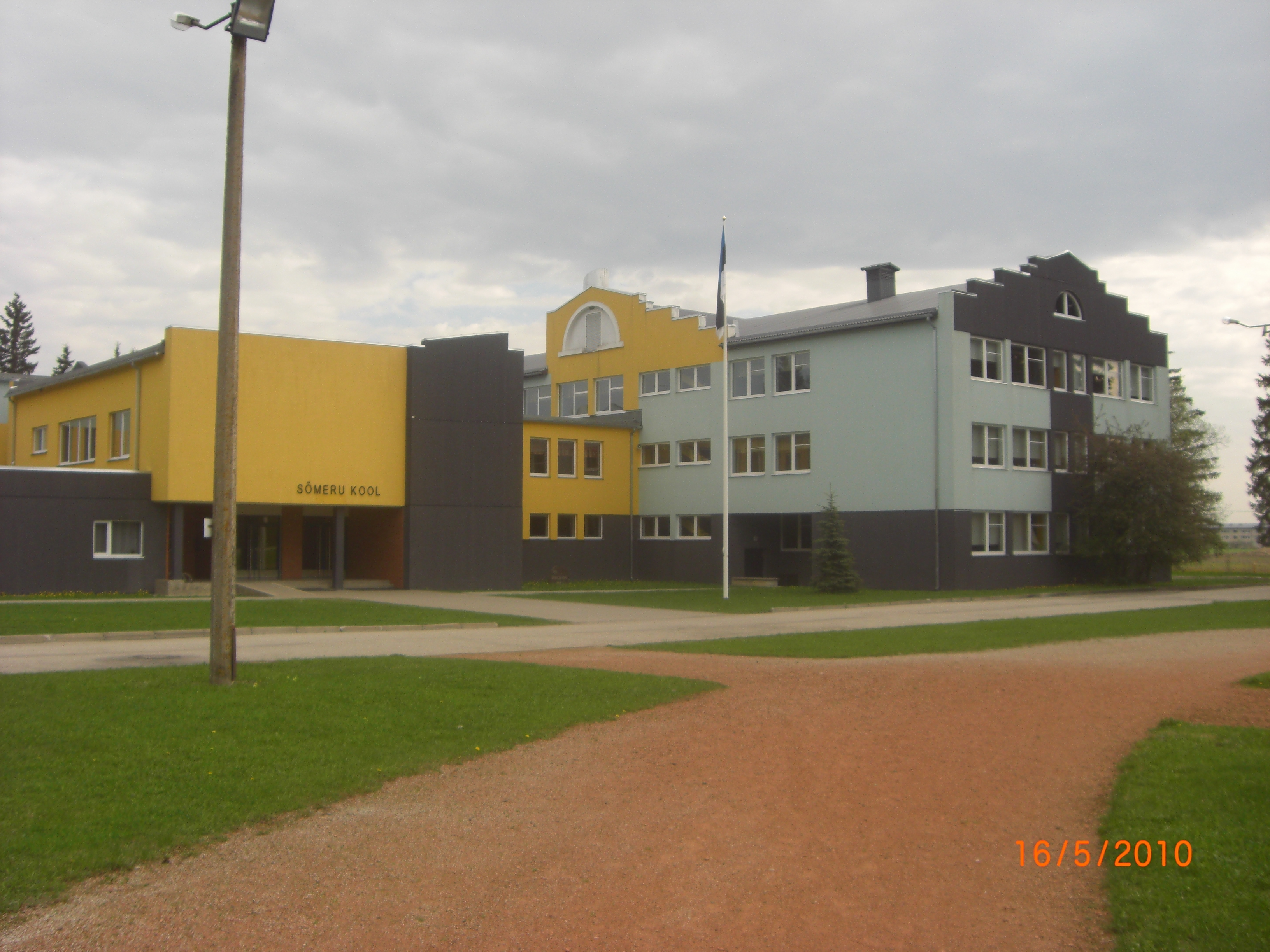
De school van Sõmeru
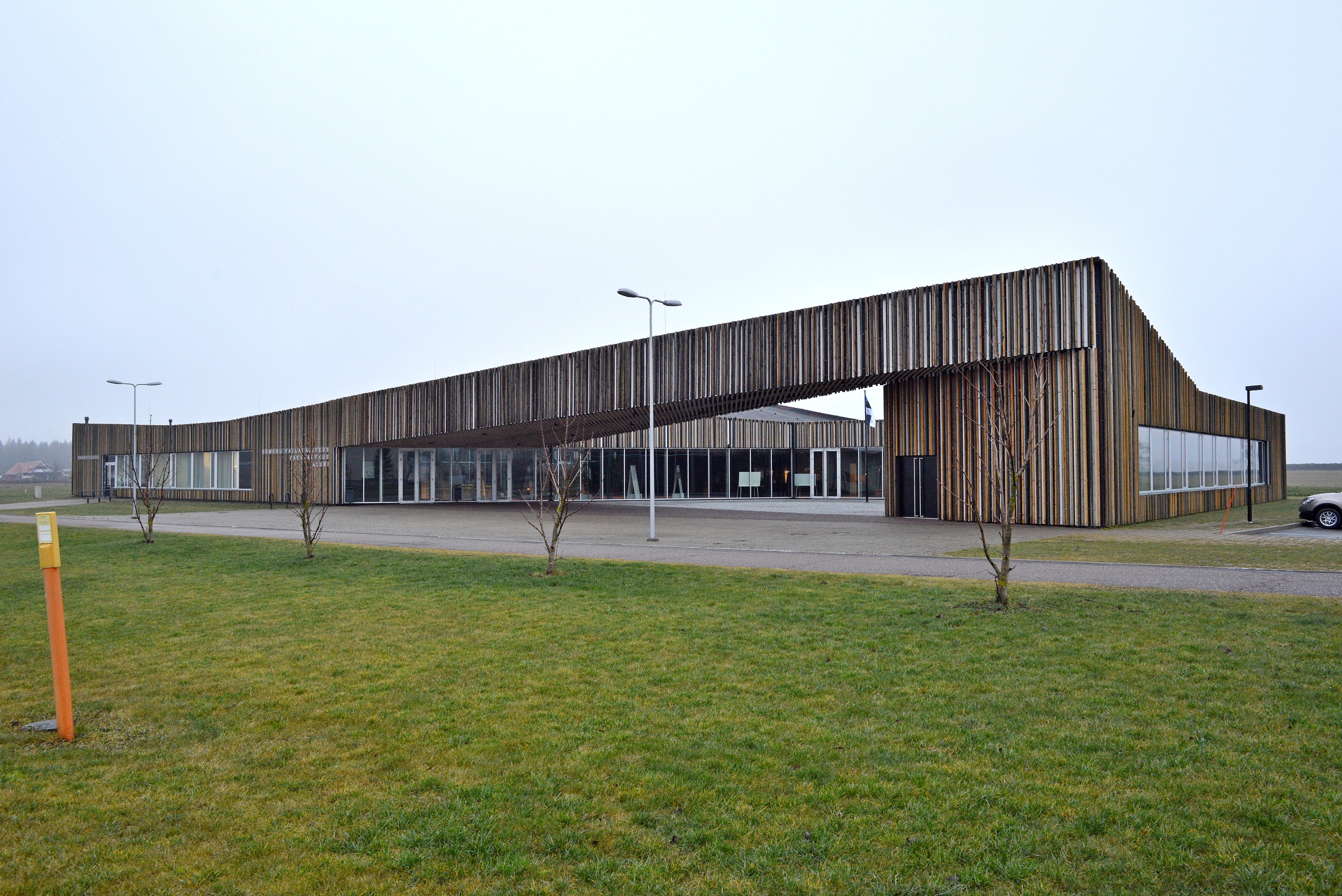
Het gemeentehuis van Rakvere vald
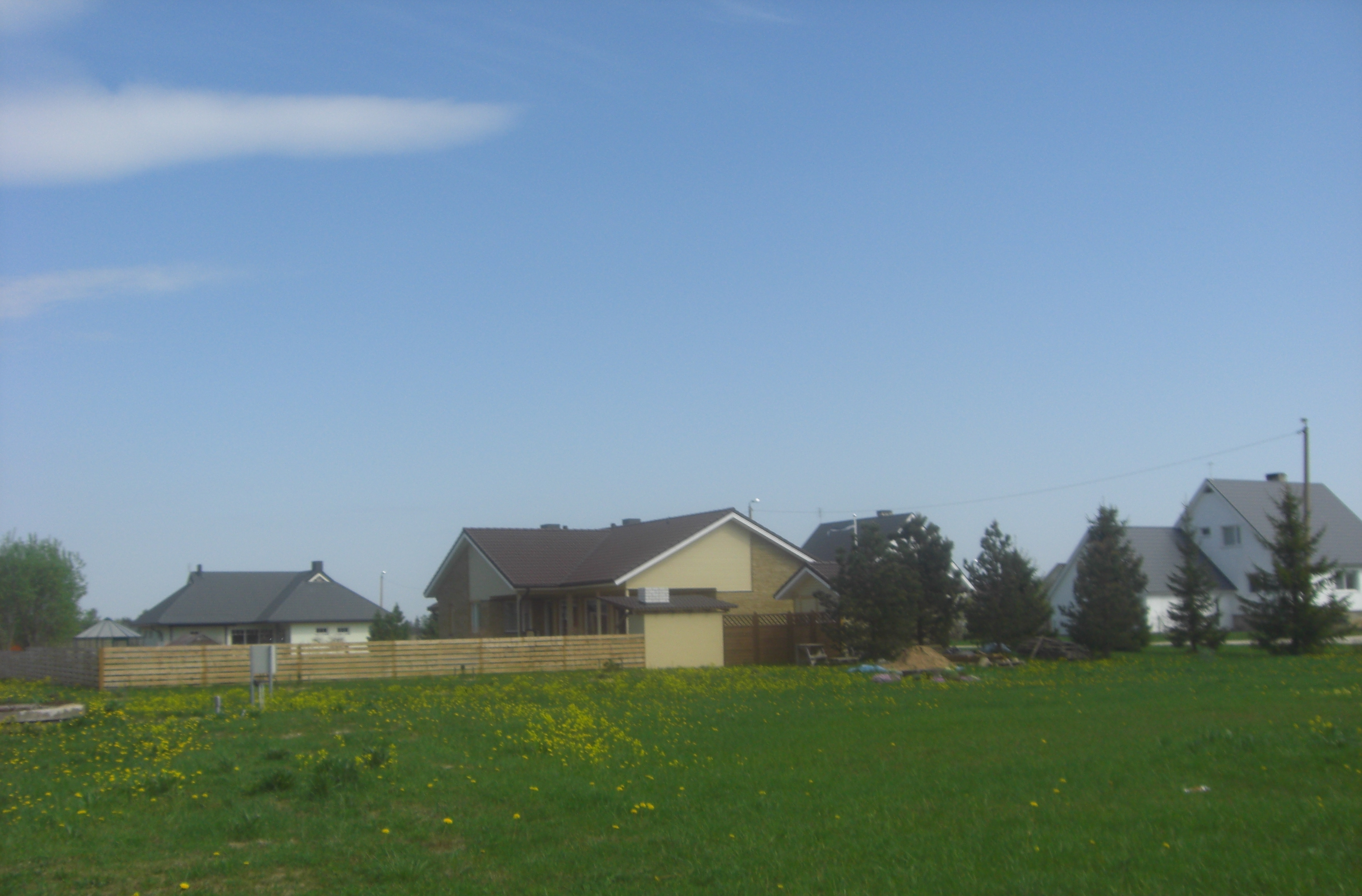
Gezicht op Sõmeru